# Pattinaggio di velocità ai XXI Giochi olimpici invernali - 1500 m femminile
La gara dei 1500 m femminile ai XXI Giochi olimpici invernali si è svolta il 21 febbraio 2010 al Richmond Olympic Oval, ed è stata vinta dall'olandese Ireen Wüst.
La detentrice del titolo era la canadese Cindy Klassen.

## Record
Prima di questa competizione, i record erano i seguenti.
| Record mondiale | Cindy Klassen ( Canada)     | 1'51"79 | Salt Lake City      | 20 novembre 2005 |
| Record olimpico | Anni Friesinger ( Germania) | 1'54"02 | Salt Lake City 2002 | 20 febbraio 2002 |

## Risultati
| Pos. | Batteria | Nome                     | Nazione       | Tempo   | Distacco |
| ---- | -------- | ------------------------ | ------------- | ------- | -------- |
|      | 15       | Ireen Wüst               | Paesi Bassi   | 1'56"89 | -        |
|      | 17       | Kristina Groves          | Canada        | 1'57"14 | +0"25    |
|      | 16       | Martina Sáblíková        | Rep. Ceca     | 1'57"96 | +1"07    |
| 4    | 14       | Margot Boer              | Paesi Bassi   | 1'58"10 | +1"21    |
| 5    | 13       | Nao Kodaira              | Giappone      | 1'58"20 | +1"31    |
| 6    | 18       | Christine Nesbitt        | Canada        | 1'58"33 | +1"44    |
| 7    | 8        | Annette Gerritsen        | Paesi Bassi   | 1'58"46 | +1"57    |
| 8    | 12       | Yekaterina Shikhova      | Russia        | 1'58"54 | +1"65    |
| 9    | 11       | Anni Friesinger          | Germania      | 1'58"67 | +1"78    |
| 10   | 15       | Daniela Anschütz-Thoms   | Germania      | 1'58"85 | +1"96    |
| 11   | 7        | Yekaterina Lobysheva     | Russia        | 1'59"01 | +2"12    |
| 12   | 14       | Alla Shabanova           | Russia        | 1'59"35 | +2"46    |
| 13   | 13       | Monique Angermüller      | Germania      | 1'59"46 | +2"57    |
| 14   | 2        | Hege Bøkko               | Norvegia      | 1'59"52 | +2"63    |
| 15   | 17       | Katarzyna Bachleda-Curuś | Polonia       | 1'59"53 | +2"64    |
| 16   | 4        | Heather Richardson       | Stati Uniti   | 1'59"56 | +2"67    |
| 17   | 10       | Laurine van Riessen      | Paesi Bassi   | 1'59"79 | +2"90    |
| 18   | 18       | Jennifer Rodriguez       | Stati Uniti   | 2'00"08 | +3"19    |
| 19   | 11       | Maki Tabata              | Giappone      | 2'00"12 | +3"23    |
| 20   | 5        | Wang Fei                 | Cina          | 2'00"65 | +3"76    |
| 21   | 12       | Cindy Klassen            | Canada        | 2'00"67 | +3"78    |
| 22   | 10       | Isabell Ost              | Germania      | 2'01"69 | +4"80    |
| 23   | 4        | Miho Takagi              | Giappone      | 2'01"86 | +4"97    |
| 24   | 9        | Jilleanne Rookard        | Stati Uniti   | 2'01"95 | +5"06    |
| 25   | 8        | Karolína Erbanová        | Rep. Ceca     | 2'02"01 | +5"12    |
| 26   | 5        | Sayuri Yoshii            | Giappone      | 2'02"26 | +5"37    |
| 27   | 1        | Chiara Simionato         | Italia        | 2'02"38 | +5"49    |
| 28   | 6        | Anna Rokita              | Austria       | 2'02"67 | +5"78    |
| 29   | 6        | Yekaterina Aydova        | Kazakistan    | 2'02"81 | +5"92    |
| 30   | 7        | Noh Seon-Yeong           | Corea del Sud | 2'02"84 | +5"95    |
| 31   | 1        | Catherine Raney-Norman   | Stati Uniti   | 2'03"02 | +6"13    |
| 32   | 2        | Yekaterina Abramova      | Russia        | 2'03"19 | +6"30    |
| 33   | 3        | Lee Ju-Youn              | Corea del Sud | 2'03"67 | +6"78    |
| 34   | 9        | Luiza Złotkowska         | Polonia       | 2'04"01 | +7"12    |
| 35   | 16       | Brittany Schussler       | Canada        | 2'04"17 | +7"28    |
| 36   | 3        | Natalia Czerwonka        | Polonia       | 2'05"00 | +8"11    |